# Spinomantis phantasticus
Spinomantis phantasticus är en groddjursart som först beskrevs av Frank Glaw och Miguel Vences 1997.  Spinomantis phantasticus ingår i släktet Spinomantis och familjen Mantellidae. IUCN kategoriserar arten globalt som livskraftig. Inga underarter finns listade i Catalogue of Life.